# Darshanapur, Shahpur
Darshanapur là một làng thuộc tehsil Shahpur, huyện Gulbarga, bang Karnataka, Ấn Độ.